# Papp (Druckreservage)

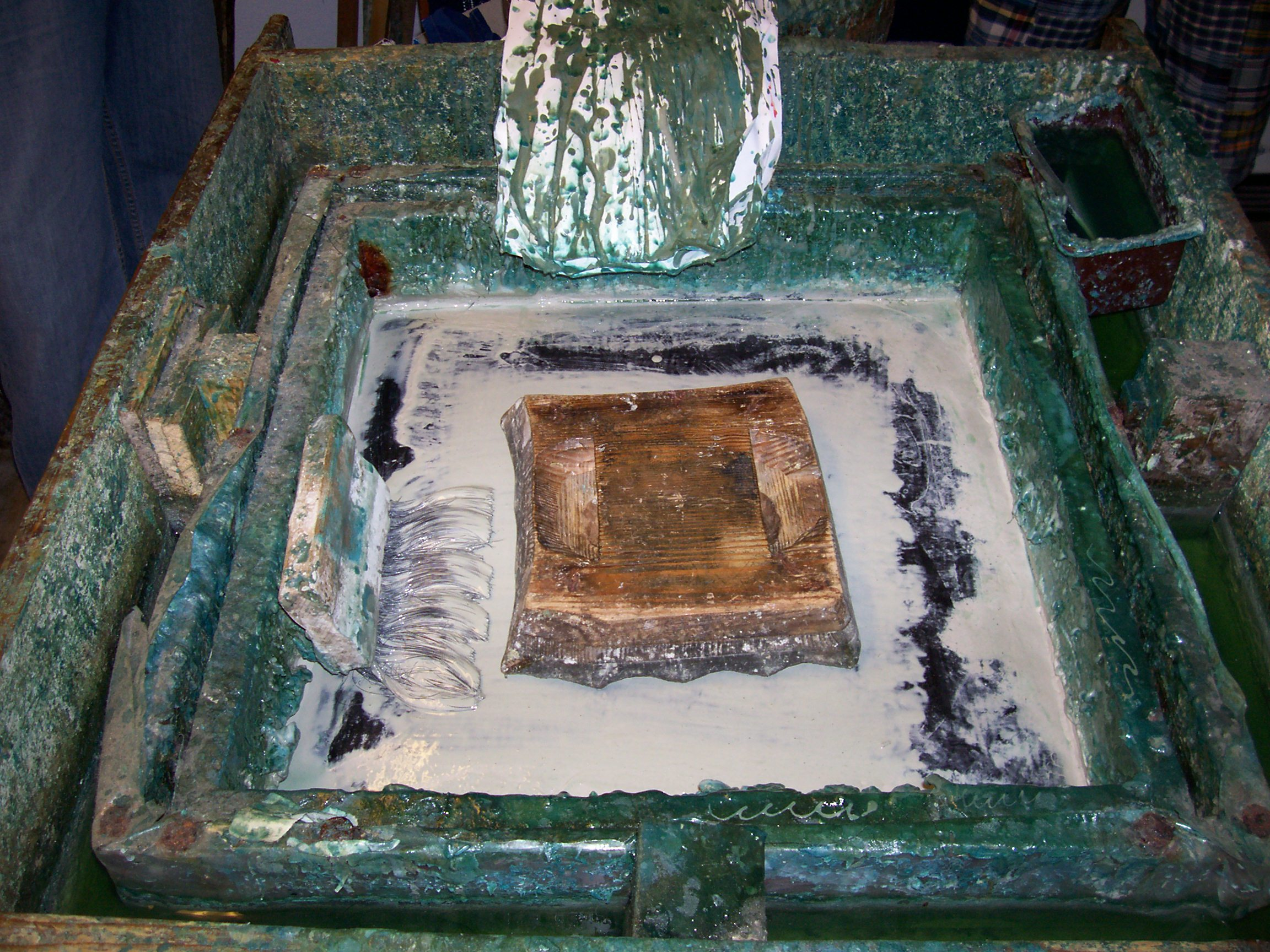
Blaudruckerei in Olešnici: Papp mit Holzmodel

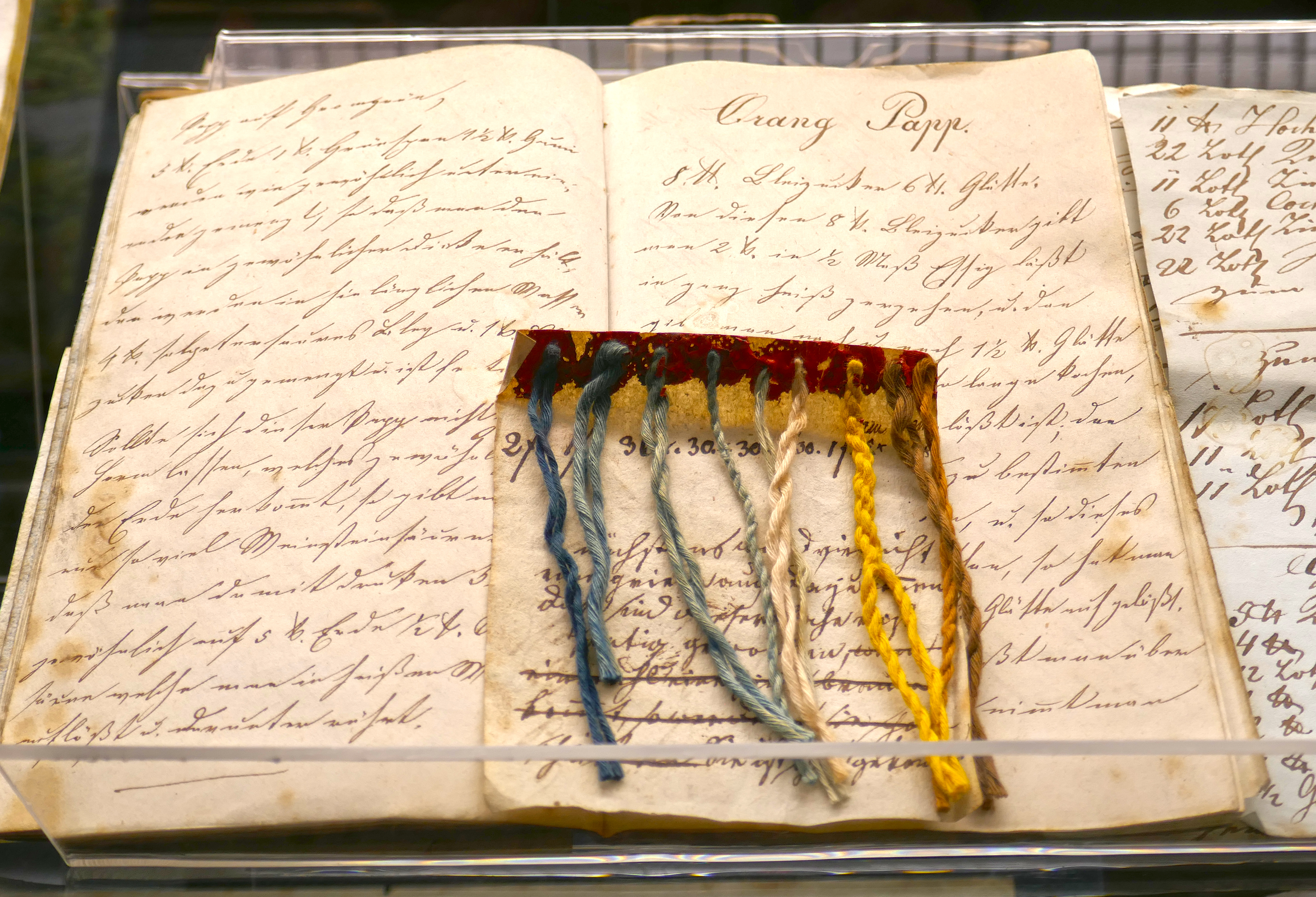
Papp-Rezepturen in einem Wanderbuch des Färbergesellen aus dem Färbermuseum Gutau

Als Papp wird eine wasserunlösliche, farbabweisende Paste bezeichnet, die beim Drucken vom Stoffen das Muster beim Färben ausspart. Der Papp wird bei Reservedruckverfahren, insbesondere beim Blaudruck eingesetzt. Das älteste Rezept für derartige Reservepasten ist aus einem holländischen Tagebuch aus dem Jahr 1727 überliefert.

## Verwendung
Die feinstkörnige Paste wird auf einem Stempelkissen, dem so genannten Chassis, sorgfältig verstrichen. Danach wird das hölzenerne Druckmodel vorsichtig in die homogene Paste eingetunkt und so das Muster mit dem Papp benetzt und anschließend auf den Stoff übertragen. Der bedruckte Stoff wird vorsichtig auf einen Sternreifen in Bahnen aufgezogen und zum Trocknen des Papp ungefähr ein bis zwei Wochen an der Luft belassen, bevor der Stoff in der Indigoküpe kalt in mehreren Zügen gefärbt wird. Alle Stellen, die mit der Reservepaste versehen wurden, bleiben vom Färbeprozess ausgespart und bilden das weiße Muster. Nach dem Färben wird der Papp mit Hilfe von verdünnter Schwefel- oder Zitronensäure ausgespült und das weiße Muster auf blauem Untergrund kommt zum Vorschein.

## Zusammensetzung
Die chemische Zusammensetzung der Reservepaste ist von Druckwerkstatt zu Druckwerkstatt verschieden und gehört zu den Geheimnissen, die in den Färberfamilien von Generation zu Generation weitergegeben werden. Färbergesellen auf der Walz verbreiteten die Erfahrungen mit den verschiedenen Eigenschaften und die Rezepturen in Europa.
Grundbestandteil vieler Papp-Rezepturen ist Gummi Arabicum und Kaolin („Chinaclay“, „Porzellanerde“). Meist werden noch verschiedene Blei- und Kupferverbindungen, u. a. Kupfersulfat-5-Pentahydrat, Blei(II)-sulfat zugesetzt. Generell besteht ein Papp aus einem unlöslichen Körper (meist Kaolin), einem Oxydationsmittel (Kupfer- und Bleisalze, u. a. Kupfer(I)-sulfat, -nitrat, -acetat; Bleiacetat und -nitrat), einem Verdickungsmittel (Gummi Arabicum) und Fett (meist Talg). In der Gegenwart wird versucht, die Schwermetallverbindungen in den Pasten durch ungiftige Verbindungen zu ersetzen.
Historische Rezepte weichen zum Teil erheblich von den modernen Reservepasten ab. So wurde 1771 in Karlsruhe eine folgende Rezeptur für einen weißen Papp niedergeschrieben: 1 Pfund weiße Tabakspfeiffenerde von Kölln, 12 Lot Alaun, 6 Lot Vitriol, 6 Stück Eiweiß, Ammelmehl, 20–24 Lot weißes Kübelpech, 12 Lot Terpentinöl.
Rezepturen aus dieser Zeit enthalten u. a. gelegentlich auch noch gelbes Wachs, Cöllnischen Leim (Kollagenleim aus tierischen Abfällen) und ausgelassenes Rinds-Unschlitt (Talg).

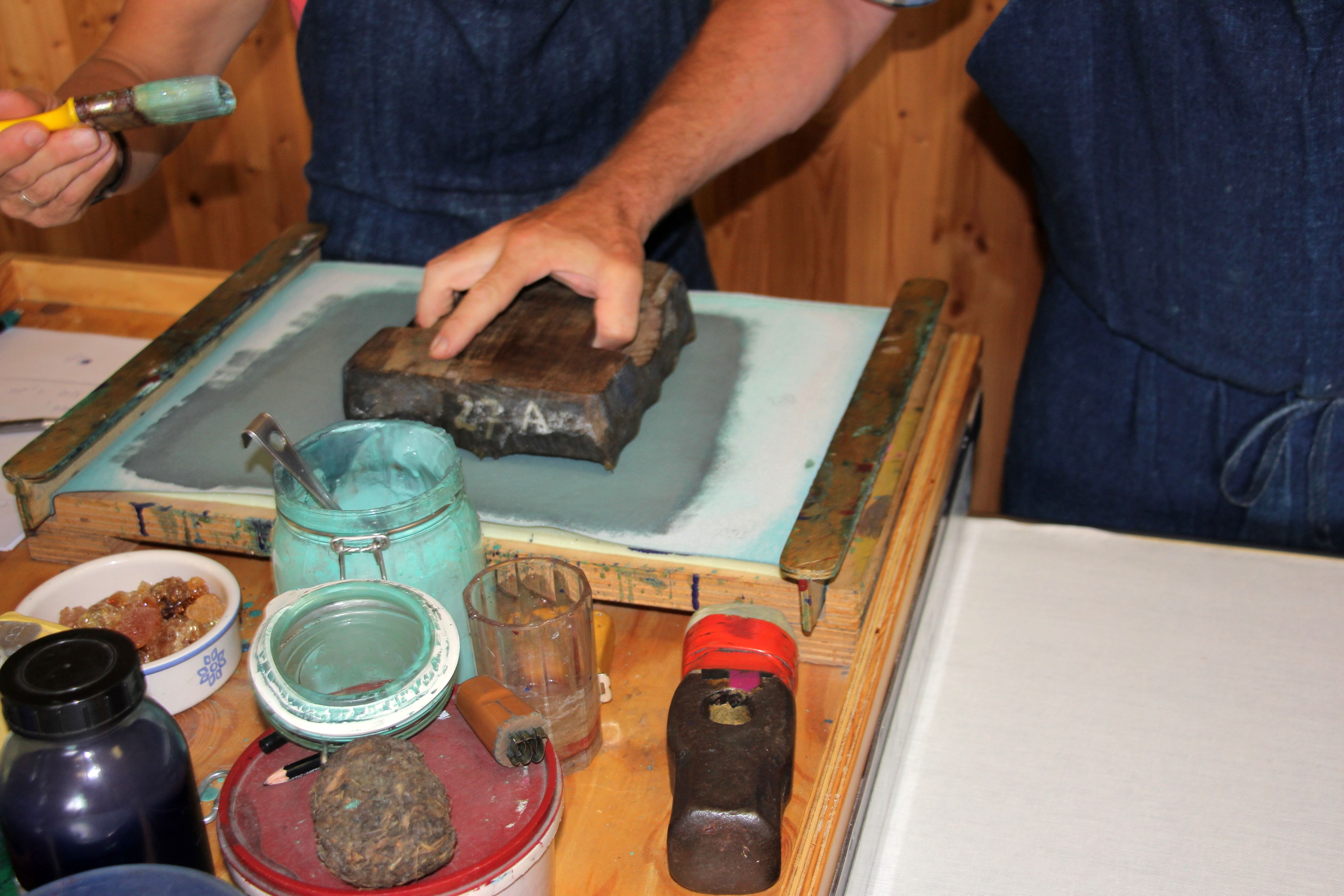
1. Das Handdruckmodel wird mit Papp befeuchtet.
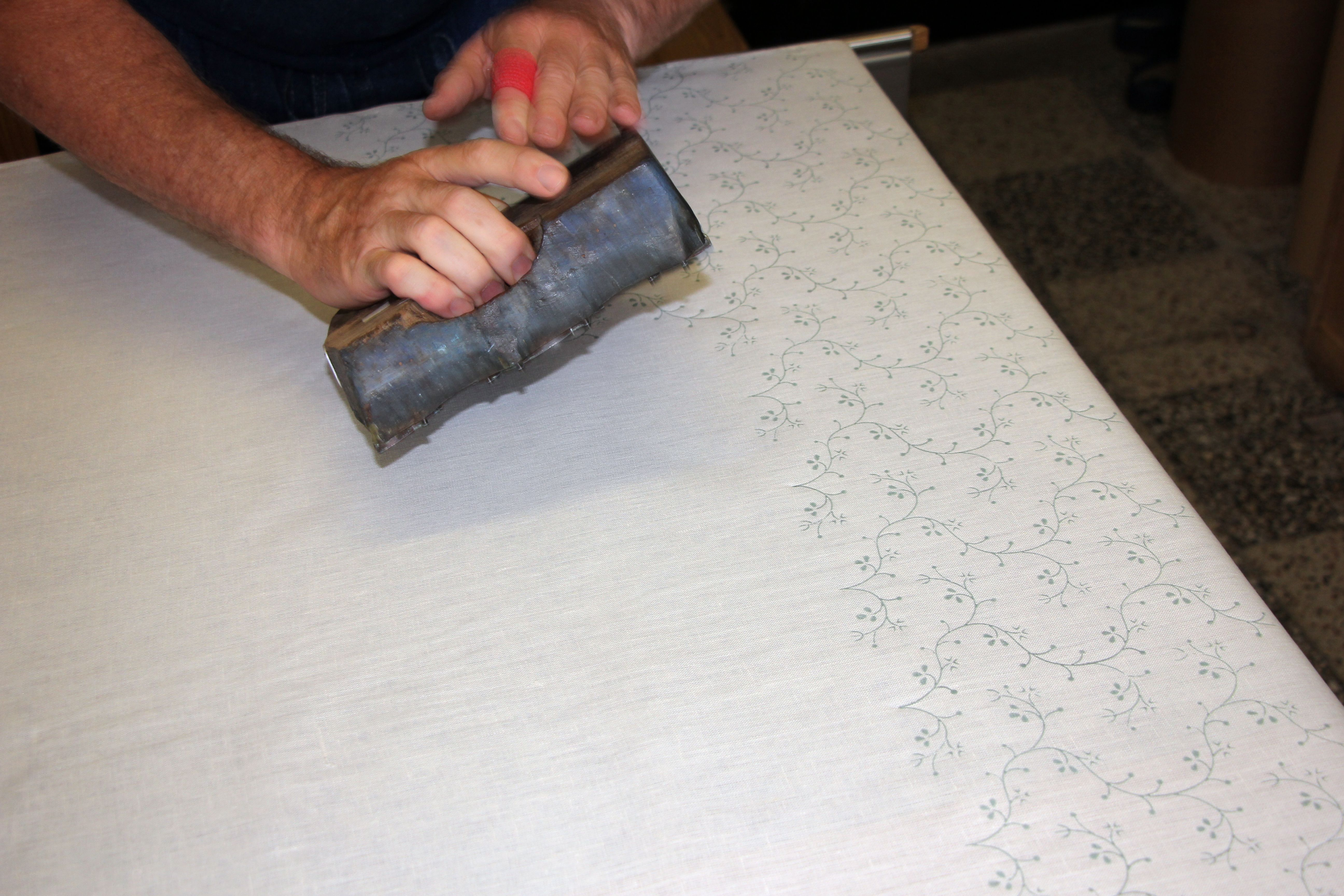
2. Der Stoff wird mit der Reservepaste bedruckt.
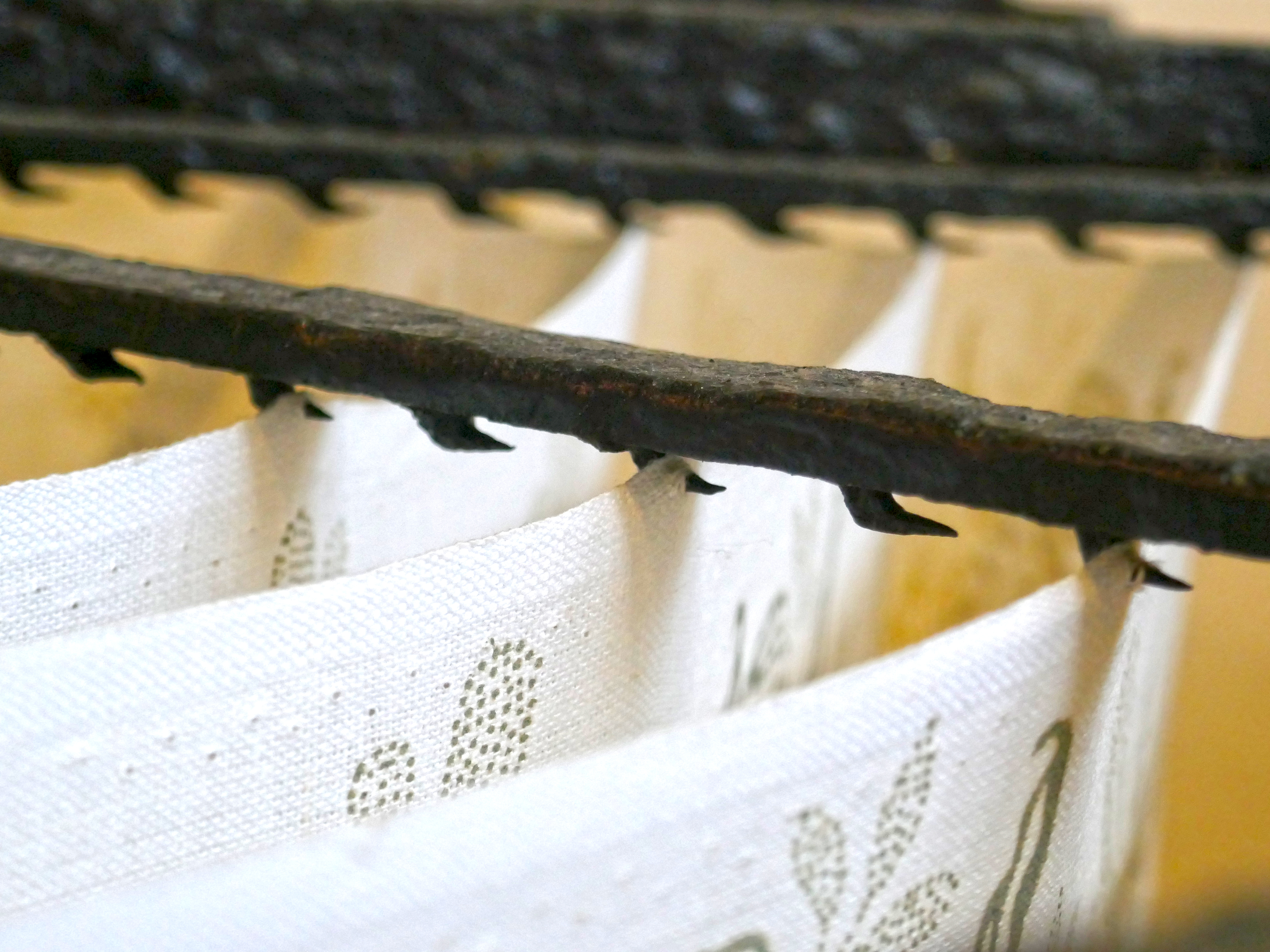
3. Die bedruckten Stoffbahnen werden zum Trocknen des Papp auf den Sternreifen aufgezogen.
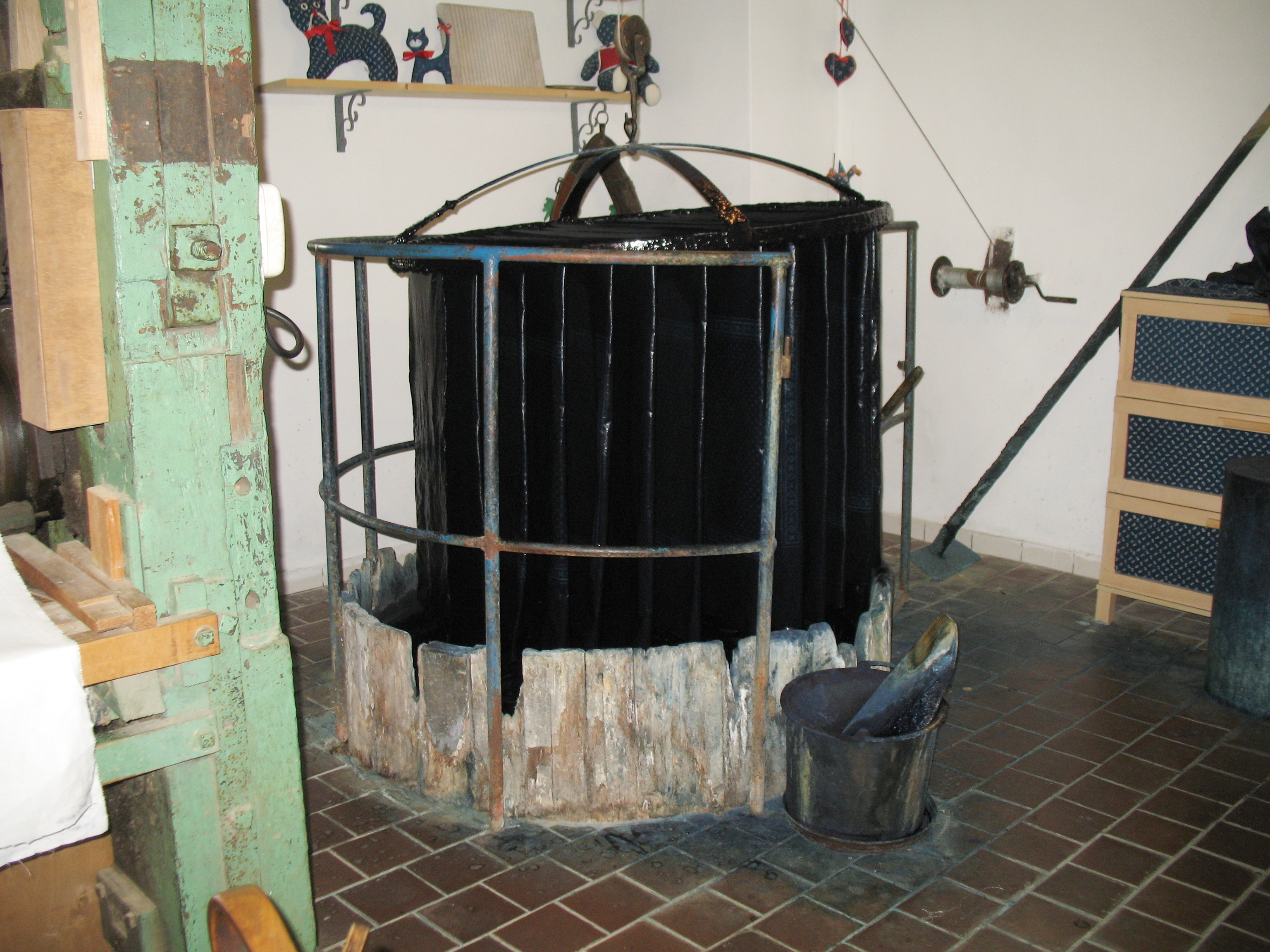
4. Die Stoffe werden in der Indigoküpe mehrfach gefärbt.
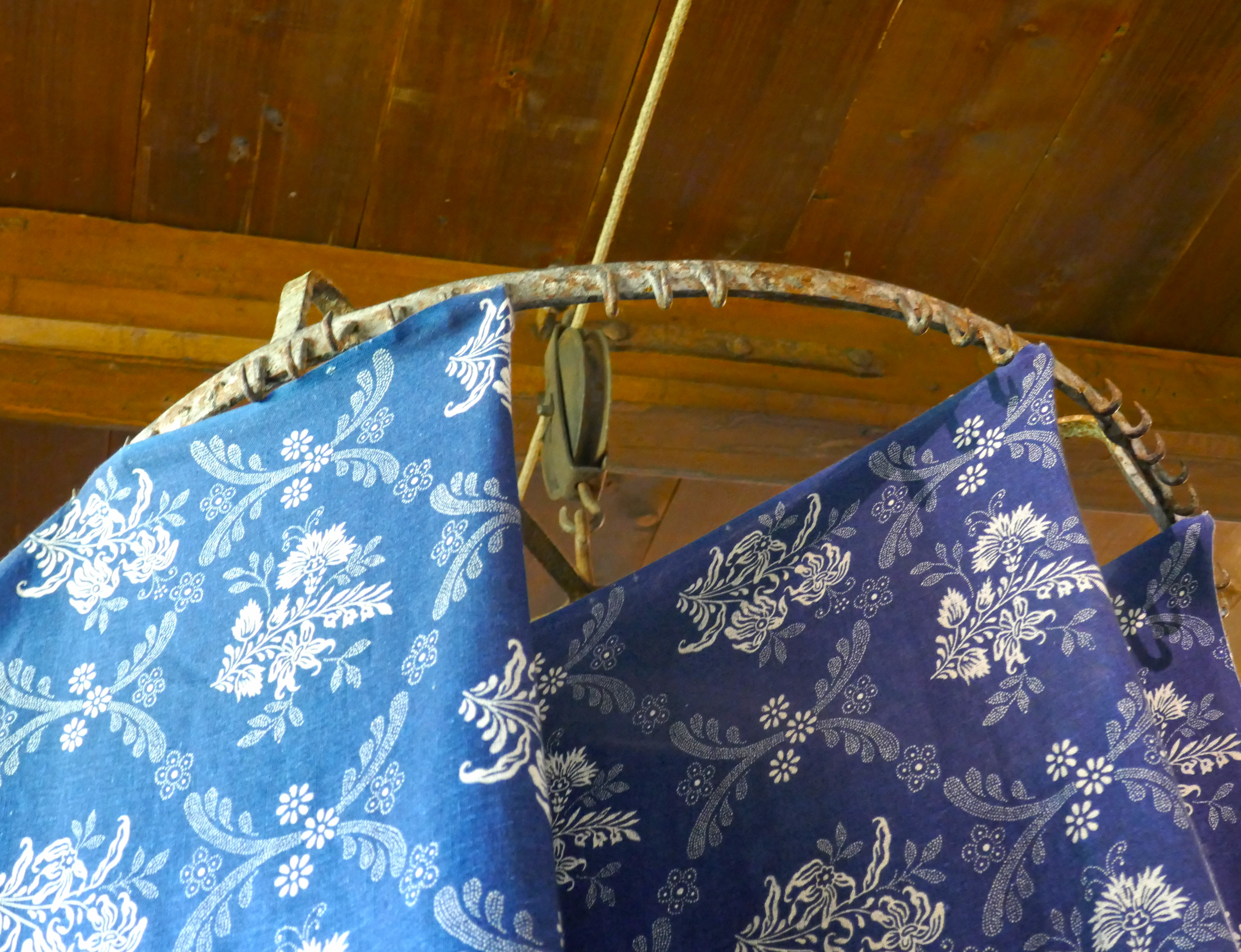
5. Trocknen des gefärbten Stoffes nach dem Auswaschen des Papp.